# René Hosxe
René Hosxe, né le 15 août 1905 dans le 16e arrondissement de Paris et mort le 25 mai 1992 à Neuilly-sur-Seine, est un architecte urbaniste français.

## Biographie
René Hosxe naît le 15 août 1905 dans le 16e arrondissement de Paris du mariage de Louis Étienne Hosxe, architecte enseignant à l'École nationale supérieure des Beaux-Arts de Paris (ENSBA) et de Marguerite Jeanne Fossey, diplômée de l'École nationale supérieure des arts décoratifs.
À l'École des Beaux-Arts, il étudie avec dans l'atelier de son père et dans celui de Gabriel Héraud.
En 1948, il conçoit le pan d'aménagement de la commune de Siracourt dans le Pas-de-Calais, commune complètement détruite, pendant la Seconde Guerre mondiale, par les bombardements alliés à cause de la présence de rampes de lancement de V1. René Hosxe décide de positionner les fermes proches de leurs champs pour optimiser la vie agricole, tandis que les autres maisons sont regroupés au cœur de la commune. La conception des maisons et des fermes est confiée aux architectes Jean-Fréderic Battut et Robert Warnesson. Siracourt, reconstruit en deux ans et demi, devient un modèle présenté dans trois expositions majeures à Paris et Arras,.
Il est l'architecte de l'église paroissiale Saint-Martin à Croix-en-Ternois (Pas-de-Calais), en 1955.
Il meurt le 25 mai 1992 à Neuilly-sur-Seine.

## Pour approfondir